# 21st Century Breakdown
A 21st Century Breakdown a Green Day nevű amerikai punk rock együttes nyolcadik nagylemeze. 2009. május 15-én jelent meg, a Reprise Records kiadásában. Ez volt az együttes második konceptalbuma a 2004-ben megjelent American Idiot után, valamint a banda első közös munkája Butch Vig producerrel.

## Számok
Valamennyi dalt Billie Joe Armstrong írta.
1. "Song of the Century" – 0:57
2. "21st Century Breakdown" – 5:09
3. "Know Your Enemy" – 3:11
4. "¡Viva la Gloria!" – 3:31
5. "Before the Lobotomy" – 4:37
6. "Christian's Inferno" – 3:07
7. "Last Night on Earth" – 3:57
8. "East Jesus Nowhere" – 4:35
9. "Peacemaker" – 3:24
10. "Last of the American Girls" – 3:51
11. "Murder City" – 2:54
12. "¿Viva la Gloria? (Little Girl)" – 3:48
13. "Restless Heart Syndrome" – 4:21
14. "Horseshoes and Handgrenades" – 3:14
15. "The Static Age" – 4:17
16. "21 Guns" – 5:21
17. "American Eulogy" – 4:26
18. "See the Light" – 4:36

## Tagok
- Billie Joe Armstrong – ének és gitár
- Mike Dirnt – basszusgitár, háttérének
- Tré Cool – dob

## Külső hivatkozások
- Az albumról a metacritic.com honlapon Archiválva 2009. május 18-i dátummal a Wayback Machine-ben